# Syngonanthus welwitschii
Syngonanthus welwitschii là một loài thực vật có hoa trong họ Eriocaulaceae. Loài này được (Rendle) Ruhland miêu tả khoa học đầu tiên năm 1903.